# Sophus Jacobsen

Sophus Jacobsen (né le 7 septembre 1833 à Fredrikshald, aujourd'hui Halden, mort le 13 mai 1912 à Düsseldorf) est un peintre paysagiste norvégien.

## Biographie
Sophus Jacobsen arrive en 1853 à Düsseldorf, où jusqu'en 1855, il est un élève de Hans Fredrik Gude à l'Académie des beaux-arts. Plusieurs voyages d'études l'ont amené en Norvège, Italie et Allemagne.
Certaines de ses œuvres font partie des expositions permanentes de la Kunsthalle de Brême.

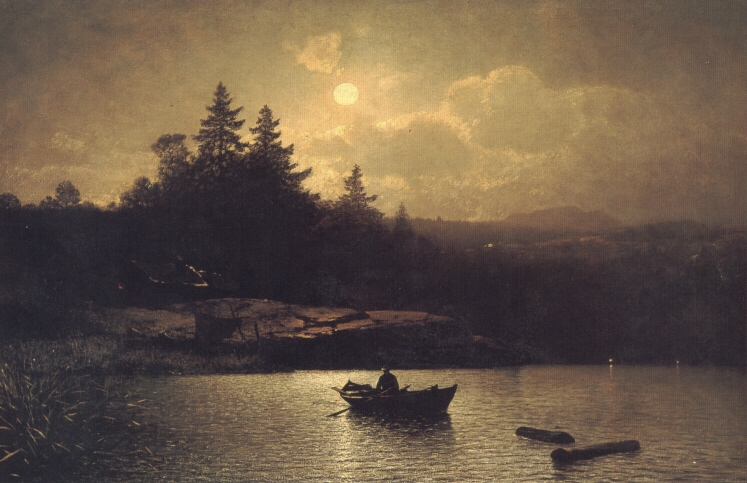
Pêche au coucher de lune.
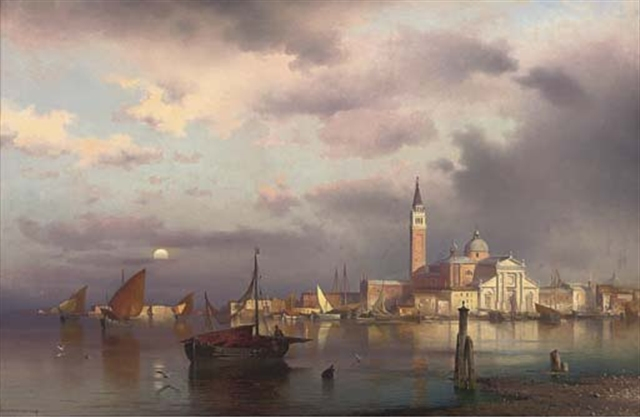
Basilique San Giorgio Maggiore de Venise, 1865.

## Source, notes et références
- (de) Cet article est partiellement ou en totalité issu de l’article de Wikipédia en allemand intitulé « Sophus Jacobsen » (voir la liste des auteurs).